# زورقک سنگالی
زورقک سنگالی (نام علمی: Cymbium senegalensis) نام یک گونه از سرده زورقک‌ها است.